# Peter von Siemens
Peter von Siemens (29 de enero de 1911 - 23 de mayo de 1986) fue un industrial alemán. Miembro de la familia Siemens, entre 1971 y 1981 fue presidente del consejo de supervisión de Siemens AG. Era seguidor de la antroposofía, y como músico aficionado, llegó a ejercer ocasionalmente como director de orquesta en audiciones privadas.

## Semblanza
Peter von Siemens Nacido en Charlottenburg en 1911, Peter era hijo del ingeniero y empresario Werner Ferdinand von Siemens (Presidente de la Junta Directiva de Siemens & Halske AG 1919-1920), nieto de Wilhelm von Siemens y bisnieto de Werner von Siemens. Creció en la Herrenhaus Correns, también conocida como Siemensvilla, en Berlín-Lankwitz. La villa era conocida por los conciertos domésticos que se organizaban en ella, en los que participaban activamente miembros de la familia.
Después de graduarse en la escuela secundaria, estudió economía y ciencias políticas en las universidades de Friburgo, Múnich, Colonia y Rostock y más adelante se doctoró. En 1934 se incorporó a la empresa Siemens AG. En 1935 se casó con la pianista Maria Julia Lienau (1916 - 2008); él mismo se formó como director de orquesta y más tarde dirigió ocasionalmente la Orquesta Filarmónica de Múnich en grabaciones y conciertos privados. La pareja tuvo un hijo Peter C. von Siemens (1937-2021), que representó a la familia fundadora en el consejo de supervisión de Siemens AG de 1993 a 2008 y anteriormente fue miembro del consejo de administración, y una hija Katharina (n. 1938), casada con un miembro de la Casa de Hohenlohe.
En 1936, Peter von Siemens pasó a ocuparse de la gerencia de ventas de la división de tecnología médica de Siemens-Reiniger-Werke en Brasil y Argentina. A partir de entonces, permaneció en Sudamérica durante la Segunda Guerra Mundial, hasta 1948. Desde 1950 trabajó en la administración central de ventas de Siemens-Schuckert en Erlangen. En 1959 fue nombrado miembro del consejo de administración de Siemens-Schuckert-Werke y en 1966 miembro del consejo de supervisión de Siemens AG. De 1971 a 1981 fue el sucesor de su tío Ernst von Siemens como presidente del Consejo de Supervisión de Siemens AG. Bajo su liderazgo, Siemens AG se convirtió en la quinta empresa de electrónica más grande del mundo.
Falleció en Múnich en 1986, a los 75 años de edad. Sus restos descansan en la sepultura de la familia Siemens en el Cementerio Sudoeste de Stahnsdorf.

## Protección de la naturaleza
Peter von Siemens estaba comprometido con la protección de la naturaleza, siendo miembro de pleno derecho del Consejo Alemán para la Conservación de la Tierra. Respaldó el Fondo Mundial para la Naturaleza y la Bund Naturschutz (Federación de Conservación de la Naturaleza), por lo que se le otorgó el Premio de la Naturaleza de Bavaria en 1975. Posteriormente disintió con el presidente de la Bund Naturschutz, Hubert Weinzierl, sobre el apoyo a la energía nuclear, que Siemens siempre abogó por expandir. De 1959 a 1960 fue miembro del consejo de la Fundación Friedrich Naumann para la Libertad.